# حسن خسته‌بند
حسن خسته‌بند (زاده ۱۵ تیر ۱۳۳۶، بندر انزلی) نماینده دوره ششم و هشتم، نهم و دهم مجلس شورای اسلامی و عضو کمیسیون عمران مجلس شورای اسلامی از حوزهٔ انتخابیهٔ بندر انزلی در استان گیلان بود.